# Bastuny
Bastuny (biał. Бастуны; ros. Бастуны) – wieś na Białorusi, w obwodzie grodzieńskim, w rejonie werenowskim, w sielsowiecie Bastuny, przy drodze republikańskiej .
Znajduje się tu stacja kolejowa Bastuny, położona na linii Lida – Wilno.
Dawniej majątek ziemski. W dwudziestoleciu międzywojennym leżały w Polsce, w województwie nowogródzkim, w powiecie lidzkim, w gminie Żyrmuny.